# Epinephelus japonicus
Epinephelus japonicus là một loài cá biển thuộc chi Epinephelus trong họ Cá mú. Loài này được mô tả lần đầu tiên vào năm 1843.

## Từ nguyên
Từ định danh japonicus được đặt theo tên gọi của Nhật Bản (hậu tố -icus mang nghĩa "thuộc về" trong tiếng Latinh), do loài cá này được mô tả từ một mẫu vật từ Nhật.

## Tình trạng phân loại
E. japonicus trước đây được xem là đồng nghĩa thứ cấp của Epinephelus chlorostigma, nhưng nghiên cứu của Nakamura và Motomura (2021) đã cho thấy đây là một loài hợp lệ. Cũng theo đó, E. tankahkeei mới được mô tả trước đó trở thành đồng nghĩa thứ cấp của E. japonicus.

## Phân bố và môi trường sống
E. japonicus có phân bố giới hạn ở vùng biển Đông Á, từ miền nam Nhật Bản, qua biển Hoa Đông trải dài về phía nam đến bờ Biển Đông thuộc Trung Quốc và bờ tây nam đảo Đài Loan.
E. japonicus được thu thập ở độ sâu khoảng 15–25 m trên các ám tiêu.

## Mô tả
Chiều dài lớn nhất được biết đến ở E. japonicus là 41,1 cm. Đặc điểm nhận biết của loài này là rìa sau của vây hậu môn bo tròn; vây đuôi không có các vạch trắng; đầu, thân và các vây có nhiều đốm đa giác nhỏ màu nâu tạo thành hoa văn mắt lưới; vây ngực màu vàng.
Số gai vây lưng: 11; Số tia vây lưng: 16–18; Số gai vây hậu môn: 3; Số tia vây hậu môn: 8; Số tia vây ngực: 16–17; Số gai vây bụng: 1; Số tia vây bụng: 5; Số vảy đường bên: 47–51.

## Sử dụng
E. japonicus được đánh bắt thủ công và bán tươi trong chợ cá ở Nhật.